# Улица 20 лет ВЛКСМ
У́лица 20 лет ВЛКСМ — улица в городе Воронеж (Центральный район). Проходит от улицы Бучкури и примыкает к проспекту Революции у Петровского сквера. Проложена согласно плану Воронежа в середине XVIII века. Одной из особенностей улицы является почти полное отсутствие зданий, построенных в советское время.

## История
Улица появилась в середине XVIII века для соединения Чернавского моста с новой застройкой береговой террасы. Улица называлась Поднабережной. Другое название «Тычковская» связано с её центральной частью, куда выходили многие улицы.
В феврале 1936 года в д. 59 на улице останавливалась Анна Ахматова, приехавшая к Осипу Мандельштаму, жившему в ссылке в Воронеже.
В 1938 году улица получила современное название.

## Архитектура
- № 22 — здание построено в первой половине XIX века
- № 35 — здание построено во второй половине XIX века
- № 37 — здание, в которой с середины XVIII века находилась суконная мануфактура А. П. Гарденина, мемориальная доска Николаю Кардашову[2], мемориальная доска Н. Ф. Бунакову и его школе[3]
- № 40, № 40а — доходные дома, которые были построены для Варфоломея Ивановича Снопова в 1903—1911 годы
- № 48 — здание, построенное нахичиванцем Христофором (Хачатуром) Андреевичем Вартановым вместо флигеля, который им был куплен у крестьянки М. Г. Зуйкиной.
- № 53 — здание, которое было построено в начале XX века (до 1913 года). Хозяином был крестьянин С. Н. Дорошин.